# Callionymus obscurus
Callionymus obscurus är en fiskart som beskrevs av Fricke, 1989. Callionymus obscurus ingår i släktet Callionymus och familjen sjökocksfiskar. Inga underarter finns listade.